# Fernando Miteff
Fernando Pablo Miteff Jr. (* um 1959 in Buenos Aires; † 12. April 2020 in der Bronx, New York City) war ein US-amerikanischer Graffitikünstler, der in den 1970ern und frühen 1980ern mit dem Tag Nic 707 bzw. Nic 707 OTB bekannt wurde.

## Leben
Fernando Miteff wurde als Sohn des ehemaligen professionellen Boxers und Fernsehproduzenten Alexis Pablo Miteff und seiner Frau Diana geboren. Seine Eltern hielten sich zum Zeitpunkt seiner Geburt für ein Jahr in Argentinien auf, bevor sie wieder nach New York zurückzogen. Fernando Miteff wuchs dann in Morrisania in der Bronx auf und begann 1973, Graffiti an U-Bahnen zu sprühen. Zunächst signierte er seine Werke unter Stine 167 und Tuc 2, ab 1974 als Nic 707. Mit 16 war Miteff Gründer der Out To Bomb Crew (auch bekannt als OTB oder Only The Best)  und beeinflusste Sprayer wie NOC 167 und Serve. Er gilt als ein früher Style Master in der Graffiti- und Sprayer-Szene New Yorks. Seine Karriere als Graffiti-Künstler wurde zunächst durch seine Mutter beendet, indem sie sein Material wegwarf. Er war zu diesem Zeitpunkt 19 Jahre alt. Seine Graffiti waren in den 1970ern und 1980ern ein gewohnter Anblick im Stadtbild von New York. Seine Kunst war unter anderem in dem Film Die Warriors zu sehen.
Miteff war dann in unterschiedlichen Berufen, von Chauffeur bis Stand-up Comedian tätig. Erst im 21. Jahrhundert wurde er wieder in der Sprayer- und Graffiti-Szene aktiv. Er startete 2013 das Projekt InstaFame Phantom Art, bei dem die Werbung in den Zügen der New York City Subway durch die Werke von ihm und anderen bekannten Graffiti-Künstlern ersetzt wurden. Werke von Nic 707 wurden beispielsweise in der Gallery 69 in Manhattan, oder der von AARP getragenen Ausstellung Lasting Legacy: The Journey of YOU 2013 gezeigt. Er war allerdings bekannt dafür Skizzen und Entwürfe einfach zu verschenken.
Er starb im Alter von 60 Jahren in seiner Wohnung während der COVID-19-Pandemie an den Folgen einer SARS-CoV-2-Infektion.